# Remember11 -the age of infinity-
《Remember11 -the age of infinity-》是KID於2004年3月18日發售的Playstation 2遊戲。『infinity』系列的第3部。在2005年5月12日發售以SuperLite2000作遊戲平臺的版本。CERO分級為適合15歲以上對象。
臺灣光譜資訊於2007年4月23日公佈「Remember11 -the age of infinity- 」將從 PS2 平台移植至 PC，並將遊戲中文化。繁體中文化版本定名為「時光的記憶 Remember11」，於2008年4月23日發行，售價為850元新台幣／港幣180元，附送攻略設定集及同名小說。台灣區首批預購版額外贈送infinity畫冊；攻略設定集的專有名詞解釋最為重要，遊戲是概念的實踐，同名小說為完整的故事，三者合一，就能理解這隻遊戲的全部，為infinity系列最高水準之作。香港區首批預購版則附送遊戲「吸血姬夕維 - 千夜抄」。
2008年9月北京娱乐通在中国大陆地区发行简体中文版，定名Remember 11 - 无限轮回的时光。和台版不同，简体中文版通过 PS2 模拟器运行，并加入在繁体中文版中由于版权问题没有包含的全程语音对白。

## 概要
企圖從無限重複的時間、封閉的空間中逃出的『infinity』系列第三部。雖然前作是戀愛冒險遊戲，為了跳脫這個類型的限制，本作品被分類為懸疑冒險類遊戲，劇中也有許多相較於前兩部遊戲中少見的殘酷、血腥描寫。女性玩家的抗議也是不分類為美少女遊戲的理由之一，比起前作女性玩家的比例確實變高了。
由於遊戲破關難度高，有被稱為是「前衛的」遊戲，亦有人認為這是個未完成的作品，導致評價下降，相反的也有喜歡解謎的玩家群覺得這樣很好，可以說是非常兩極。

### 構想
有鑑於前作『Ever17』被抱怨前段的遊玩步調過於緩慢，這次使用接踵而來一連串的事件來勾起玩家的興趣。視覺上，KID第一次在遊戲中結合3D和2D技術。這次的背景是3D，人物則是2D繪畫，藉由從遠景拉近來避免切換畫面的表現。
本作採用「TIPS」機制來讓玩家查詢劇中使用的專門用語，這也是為了改善『Ever17』中花太多時間作說明的部分，但這次卻還是被批評這樣的設計會「一次次從劇情中抽離出來」。不過，瀏覽TIPS同時會停止遊戲進行這樣的設計，也就是玩家會瞬間得到額外的情報，對於以後設小說為要素的本作品來說，這樣的機制是有它的意思在的，而且收集TIPS也是讓隱藏要素出現的條件之一。
原本企劃是想要作出美少女遊戲風格的『街道 ~命運的交叉點~』。而『街道』中有一個叫做ZAPPING的功能，能夠切換角色視點，也就是本作中「轉移現象」的基礎。在前作『Ever17』中玩家是用同樣的視點介入遊戲世界解決問題，這樣的話高位者的存在對於劇中登場角色而言應該不只會作出符合他們期望的行動，搞不好會造成悲劇誕生。這種狀況發生時，遊戲角色們對於操縱自己的不明存在有著什麼想法，這樣的描寫跟『Ever17』正好是相反的題材，會變得很有趣。為了表現這點，初期提案中原本預計要把玩家在做完選擇後，害悟的妹妹沙也香遭到殺害的劇情放在遊戲序章，但這樣太直接的描寫最後還是被否決了。

## 故事簡介
本作和前作相比，減少了戀愛元素，並把「雙主角視點」加以發展，變成身處不同時間和地點的男女主角「人格轉換」的劇情，而玩家在其中一個主角劇情中的結局及部份選項，會影響另一個主角的劇情和結局發展。
以下為兩篇故事之簡介﹕
雪山篇
- 2011年1月11日星期二，從羽田機場起飛的CRJ110「HAL18航班」小型客機載著主角之一的「冬川心」，朝向日本列島北端的「稚內」飛去，飛機在途中發生不明原因故障，在大雪紛飛的深山「朱倉岳」墜機。九死一生的心，與其他生還者一共四人，幸運地找到山中的避難小屋。
- 在這間小屋，發現了一份7月4日，來自「未來」的報紙。報紙上刊載著「墜機事故中的乘客與機組員，除了由仁外，全數罹難」的消息。而小屋內成員的死因不是墜機，而是雪崩。雪崩發生的時間是6天後的1月17日。
- 他們究竟能否從這人跡罕至的酷寒之地逃出生天 ?

SPHIA篇
- 日本北方有一座孤島，名叫「青鷺島」。島上有座被高牆所包圍的封閉設施「SPHIA」。某天，遊戲的另一位主角「優希堂悟」從SPHIA的鐘樓上墮下，墮樓原因不明…
- 此後，悟數度遇險。悟知悉有人想置他於死地，但是犯人及動機是什麼?
- 在SPHIA中有一枚光碟，在裡收錄了大量資料，當中有資料中寫著「楠田由仁是必須存在而存在」這是什麼意思? 由仁的身份到底是什麼?

## 登場人物（初期介紹）
- 冬川心（冬川 こころ、Fuyukawa CoCoro，CV：森永理科）

雪山篇的主角，生日1990年2月22日（双鱼座），20歲。鳩鳴館女子大學·人文學部社會學系三年級（隸屬人類學講座），現在正專攻犯罪心理學，為了去見阿波墨醫院無差別殺人事件的兇手犬伏景子撘乘飛機而捲入墜機事件。
- 優希堂悟（優希堂 悟、Yukidoh Satoru，CV：子安武人）

SPHIA篇的主角。生日1990年2月22日（双鱼座），21歲。鳩鳴館大學工學院物理工學研究所二年級（隸屬量子物理學研究室），由大學四年級跳級至研究所二年級。事件當天在SPHIA的鐘樓上墮下。
- 黛鈴（Mayuzumi Lin，CV：豐口惠）

生日1987年4月30日（金牛座），23歲。墜機事件的生還者，非常強氣的OL，討厭男性。
- 黄泉木聖司（黄泉木 聖司、Yomogi Seiji，CV：江原正士）

生日1975年9月16日（处女座），35歲。墜機事件的生還者，是個專業登山家，非常了解如何在山上生存。
- 內海卡莉（内海 カーリー、Utsumi Kali，CV：久川綾）

生日1984年9月16日（处女座），27歲。待在SPHIA中的精神科醫生（自稱），精通心理學。
- 涼蔭穗鳥（涼蔭 穂鳥、Suzukage Hotori，CV：友永朱音）

生日1991年10月30日（天蝎座），19歲。罹患DID而被命令住進SPHIA的少女。
- 楠田由仁（楠田 ゆに、Kusuda Uni，CV：皆川純子）

生日1999年10月19日（天枰座），11歲。雪山篇、SPHIA篇皆登場的神秘少年。

## 工作人員
- 人物設計：左
- 劇本：中澤工、槻潮鋼
- 音樂：阿保剛
- (PS2、PC版)OP：little prophet
作詞、作曲：／演唱：KAORI
- (PS2、PC版)ED：Darkness of chaos
作詞、作曲：／演唱：
- (PSP版)OP：宇宙のステンシル
作詞、作曲：/歌：
- (PSP版)ED：キレナイナイフ
歌：

## 外部連結
- 時光的記憶（页面存档备份，存于）
- infinity 系列首頁（infinity/Never7/Ever17/Remember11共通），存於網際網路檔案館 （日語）
- Left Site — 左（Remember11 人物設計）的個人網頁，存於網際網路檔案館 （日語）
- 《Remember11 -the age of infinity-》在視覺小說數據庫的頁面（英文）